# Hrabstwo Dakota (Minnesota)

Piramida wieku hrabstwa

Hrabstwo Dakota ze stolicą w Hastings leży we wschodniej części stanu Minnesota, USA. Według danych z roku 2005 zamieszkuje je 383 592 mieszkańców, z czego 91.36% stanowią biali. Nazwa hrabstwa wywodzi się od zasiedlających dawniej te tereny Indian Dakota.

## Warunki naturalne
Hrabstwo zajmuje obszar 1519 km² (586 mi²), z czego 1475 km² (570 mi²) to lądy, a 43 km² (17 mi²) wody. Graniczy z 7 innymi hrabstwami:
- Hrabstwo Ramsey (północ)
- Hrabstwo Washington (północny wschód)
- Hrabstwo Pierce (wschód, przeciwległy brzeg Missisipi)
- Hrabstwo Goodhue (południowy wschód)
- Hrabstwo Rice (południowy zachód)
- Hrabstwo Scott (zachód)
- Hrabstwo Hennepin (północny zachód).

### Główne szlaki drogowe
| - Interstate 35 - Interstate 35E - Interstate 35W - Interstate 494 - U.S. Highway 52 - U.S. Highway 61 - Minnesota State Highway 3 - Minnesota State Highway 13 - Minnesota State Highway 19 - Minnesota State Highway 20 | - Minnesota State Highway 50 - Minnesota State Highway 55 - Minnesota State Highway 56 - Minnesota State Highway 77 - Minnesota State Highway 110 - Minnesota State Highway 149 - Minnesota State Highway 156 - Minnesota State Highway 291 - Minnesota State Highway 316 |

## Demografia
Według spisu z 2000 roku hrabstwo zamieszkuje 355 904 osób, które tworzą 131 151 gospodarstw domowych oraz 94 035 rodzin. Gęstość zaludnienia wynosi 241 osób/km². Na terenie hrabstwa jest 133 750 budynków mieszkalnych o częstości występowania wynoszącej 91 budynki/km². Hrabstwo zamieszkuje 91,36% ludności białej, 2,27% ludności czarnej, 0,38% Indian, 2,89% Azjatów, 0,05% mieszkańców Pacyfiku, 1,75% ludności wywodzącej się z dwóch lub więcej ras, oraz 1,29% ludności innych ras. 2,94% ludności to Hiszpanie, Latynosi lub inni. Pochodzenia niemieckiego jest 32% mieszkańców, 13% norweskiego, 9,7% irlandzkiego, a 5,9% szwedzkiego. Blisko dwie trzecie wszystkich mieszkańców hrabstwa mieszka w skupisku rozległych przedmieść na północnym zachodzie: Burnsville, Lakeville, Apple Valley, Rosemount i Eagan.
W hrabstwie znajduje się 131 151 gospodarstw domowych, w których 40% stanowią dzieci poniżej 18. roku życia mieszkający z rodzicami, 59,2% małżeństwa mieszkające wspólnie, 9,1% stanowią samotne matki oraz 28,3% to osoby nie posiadające rodziny. 21,7% wszystkich gospodarstw domowych składa się z jednej osoby oraz 5,5% w wieku powyżej 65. roku życia żyje samotnie. Średnia wielkość gospodarstwa domowego wynosi 2,7 osoby, a rodziny 3,14 osoby.
Przedział wiekowy populacji hrabstwa kształtuje się następująco: 29,2% osób poniżej 18. roku życia, 7,9% pomiędzy 18. a 24. rokiem życia, 34,3% pomiędzy 25. a 44. rokiem życia, 21,2% pomiędzy 45. a 64. rokiem życia oraz 7,4% osób powyżej 65. roku życia. Średni wiek populacji wynosi 32 lata. Na każde 100 kobiet przypada 97,6 mężczyzn. Na każde 100 kobiet powyżej 18. roku życia przypada 94,7 mężczyzn.
Średni dochód dla gospodarstwa domowego wynosi 61 863 dolarów, a średni dochód dla rodziny wynosi 71 062 dolarów. Mężczyźni osiągają średni dochód w wysokości 46 827 dolarów, a kobiety 32 189 dolarów. Średni dochód na osobę w hrabstwie wynosi 27 008 dolarów. Około 2,4% rodzin oraz 3,6% ludności żyje poniżej minimum socjalnego, z tego 3,9% poniżej 18 roku życia oraz 5,5% powyżej 65. roku życia.
| Miasta | Miasta |
| --- | --- |
| - Apple Valley - Burnsville - Coates - Eagan - Farmington - Hampton - Hastings - Inver Grove Heights - Lakeville - Lilydale - Mendota | - Mendota Heights - Miesville - New Trier - Northfield - Randolph - Rosemount - South St. Paul - Sunfish Lake - Vermillion - West St. Paul |

## Polityka i administracja
W Hrabstwie Dakota rządzi Rada Komisarzy. Jej członkami są:
- Joseph Harris, Okręg 1
- Kathleen Gaylord, Okręg 2
- Thomas Egan, Okręg 3
- Nancy Schouweiler, Okręg 4
- Michael Turner, Okręg 5
- Paul Krause, Okręg 6
- Willis Braning, Okręg 7.

W hrabstwie pełnią urząd również wybrani w wyborach szeryf (Don Gudmundson) oraz prokurator (James Backstrom). Dodatkowo wybierane są rada systemu bibliotecznego, agencja rozwoju społecznego oraz kilka komisji doradczych.